# Saharti csata
Saharti csata az 1538–57-es portugál-török háború csatája az afrikai Tigre tartományban lévő Sahartnál, Galavdevosz etióp uralkodó és Cristovão da Gama vezette portugál-abesszin sereg és az adali-török sereg között 1541. április 24-én. Utóbbi fél vezére Ahmed Grán adali uralkodó parancsnoka Garad Emar, aki győzelmet aratott. Az előző csatában (Jarte) a keresztények még győztek, de ez után még egy vereséget szenvedtek a Zsidók hegyénél.